# Île d'Errand
L'Île d'Errand est une partie de Saint-Malo-de-Guersac, appelé aussi Errand, elle est située à 3 km du bourg en plein marais de Brière et compte environ 70 maisons. Vrai cul-de-sac, elle décrit une boucle de 3 km où les touristes arrivent à se perdre ne sachant quelle route prendre pour en sortir.
Jadis, lorsqu'il n'y avait pas de route, on allait au bourg en chaland lorsque, 3 à 5 mois dans l'année, les marais de Brière étaient inondés.
D'une superficie de 1,920 km2 environ.
Petit paradis brièron, d'où l'on peut apercevoir la bute de Clidan, et l'île au Renard.